# 苅田山笠

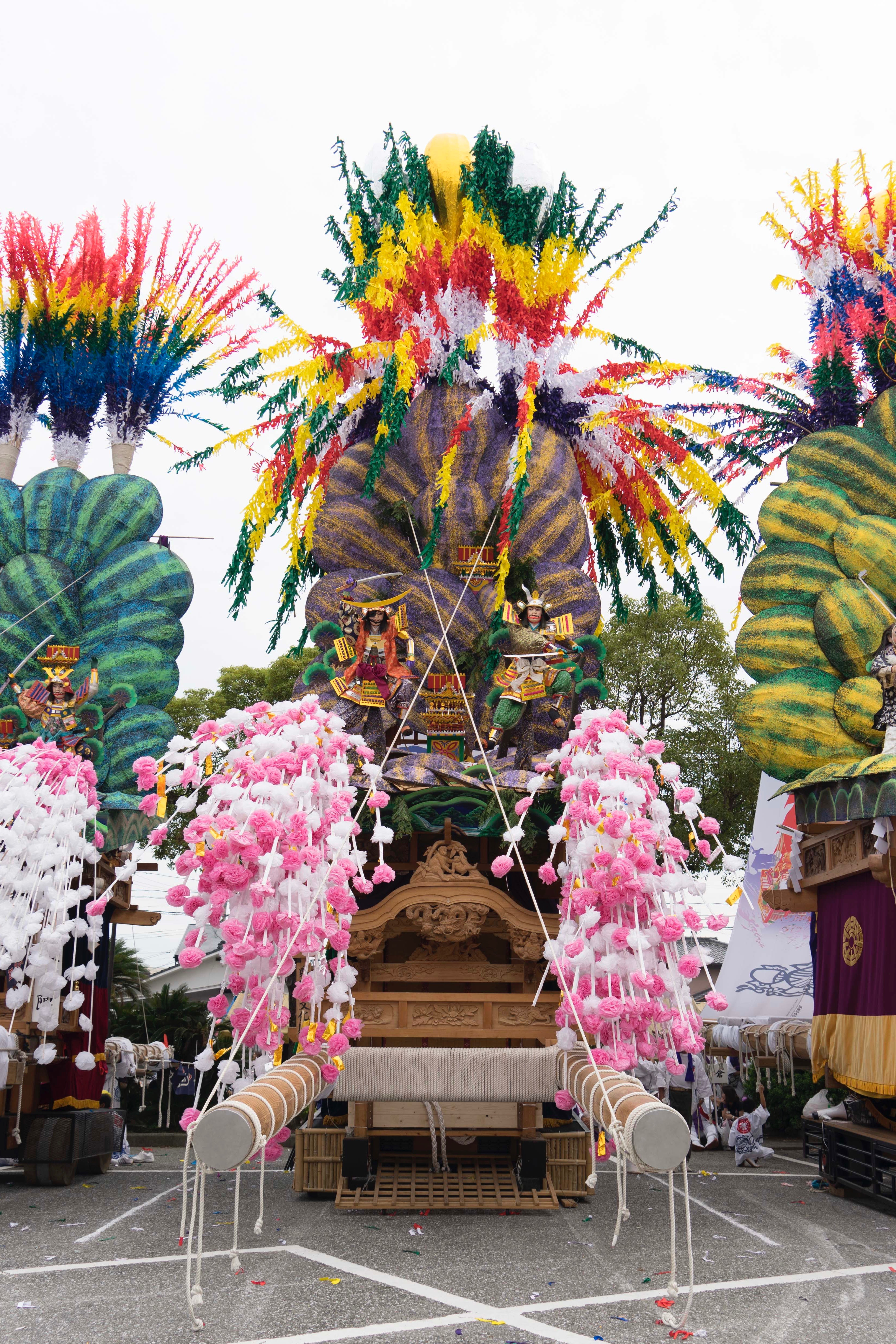
岩山

苅田山笠（かんだやまかさ）は、福岡県京都郡苅田町の宇原神社の神幸行事の一環として行われる。この行事は毎年旧暦8月1日～15日（現在は最終日は10月第1日曜日）に、鉦卸し（汐かき）、山車組立て、連歌奉納、灯山（提灯山）、神幸（神輿、山笠）等の一連の関連行事が実施される。

## 概要
苅田町の宇原神社神幸祭の締めくくりにあたる苅田山笠は、五百余年の歴史をもつ。記録によると、中世は村々から笠鉾を繰り出していた。山笠になったのは16世紀末。大正時代に、かき山から現在の山車に変わった。素朴ながら山笠の原型を伝える数少ない様式とされ、昭和四十八年、県の無形文化財に指定された。祭りは九月十八日の鉦卸しに始まって十五日間続く。（現在最終日は十月第一日曜日　始まりの鉦卸しはそれより逆算して十四日前の日曜日）
慶長の頃、神幸の形がととのえられたと伝えられ、葦の葉に汐をひたす汐かき、氏子から募集する連歌奉納等に古さを残しているが、特に飾り山に特徴がある。3ｍ位の台車に岩山を作り、社と人形、作り花がおかれ、さらに上方に「ホテ花」と称する竹に色紙をはさんだ依代が３本たてられる。総高が15ｍ近くなる壮大な山車である。旧暦8月15日（現在10月第1日曜日）に14区から神幸に随い、浮殿（旅所、現町役場前広場）に勢揃いする。台車は毎年使用されており、文化6年（1809年）、文化11年（1814年）、天保12年（1841年）等の銘が見られる。県内の飾り山の中では特に古い部分が残されている。

## 歴史
苅田の神幸祭は「宇原神社縁起」によれば1442年（嘉吉２年）に初めて神幸が行われたとされる。縁起には「慶長2年8月15日に行幸式を改め放生会と号す。これまでは笠鉾ばかりであったが、氏子村々より鉾山が出るようになった。前日14日に幟斗り立て、太鼓・鐘にて潟中に舁き汐かきが行われた」とある。1597年（慶長2年）からは放生会として「鉾山九挺」が神輿に供奉しているが、さらに1719年（享保4年）には「8月15日祇園会」とあり「鉾山高さ一丈斗り、横五尺四方、高欄あり、錺大幕水引を張、立物、幟山、作り花、人形、造物、立鐘、太鼓にて山舁く事村々人別出て舁き、御旅所へ出る」とある。
山笠になったのは16世紀末。大正時代に、かき山から現在の山車に変わった。素朴ながら山笠の原型を伝える数少ない様式とされ、昭和48年（1973年）、県の無形文化財に指定された。祭りは9月18日の鉦卸しに始まって15日間続く。（現在最終日は10月第1日曜日　始まりの鉦卸しはそれより逆算して14日前の日曜日）
現在の祭りは10月第一日曜日の神幸祭から行事を逆算して、鉦卸し、連歌奉納、2日の提灯山笠、幟山笠、当場渡しへと続く。出駕する山笠は提灯山→幟山→飾り山へと同じ山がそれぞれ飾り付けによって姿を変える。苅田山笠は台車に岩山を作り、社と人形や造花が置かれ、その上に「ホテ花」と呼ぶ竹が依代として3本立てられるのが特徴である。
神幸祭の中心行事は宇原神社から神輿が神事場である旧宮所の浮殿の地（現在の役広場）への行幸で、神輿の供をして14区の氏子が思い思いの意匠をこらした飾り山を引いて神事場に勢揃いする。神輿が帰途へ就いた後、氏子が山笠と山笠を激しくぶつけ合う喧嘩山笠となる。

## 形態
山笠（鉾山）の形は3種類に変化する。形態別に灯山・幟山・岩山と分類される。

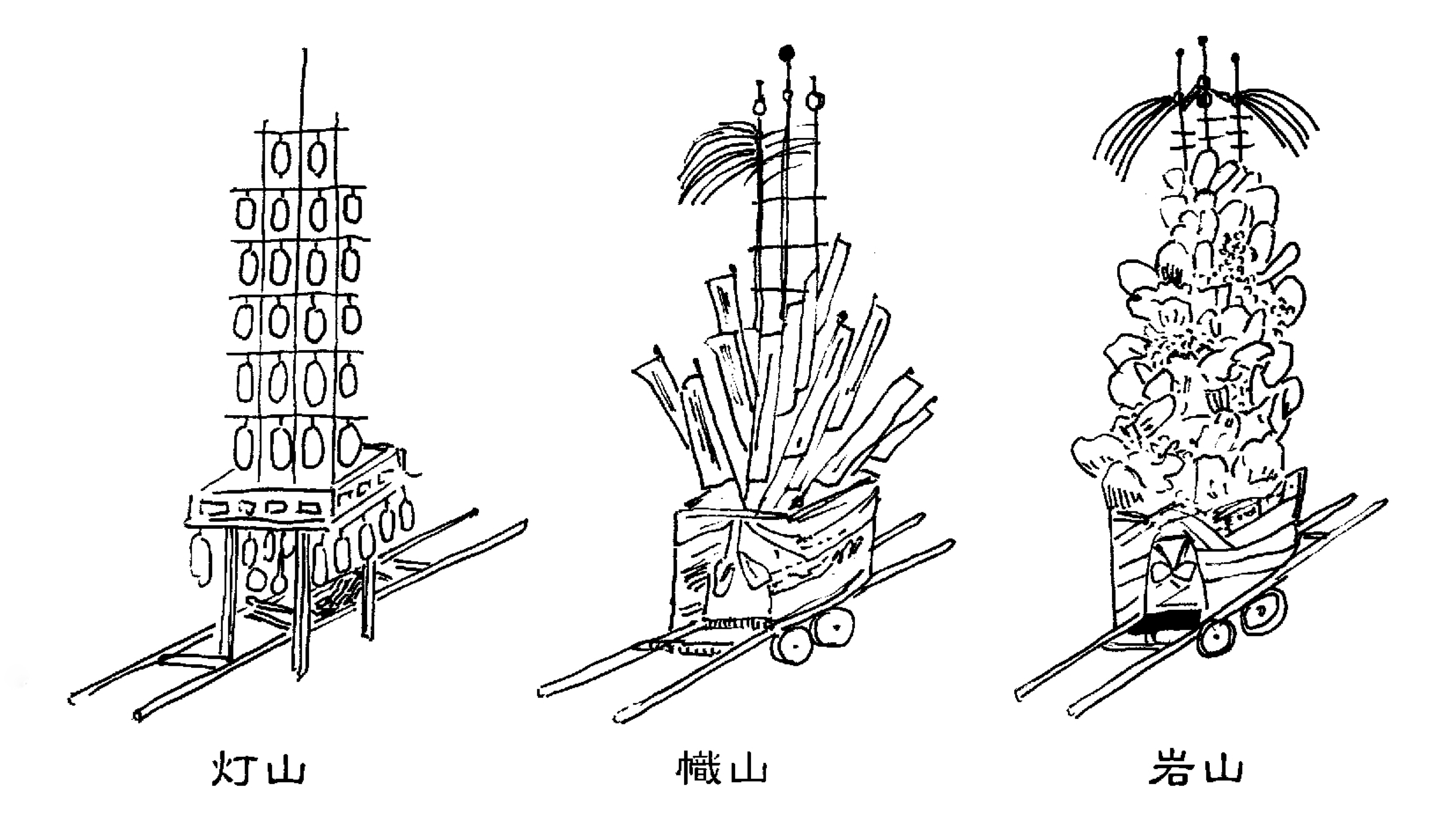
大正に神職が描いた苅田山笠の図

### 灯山（ひやま）

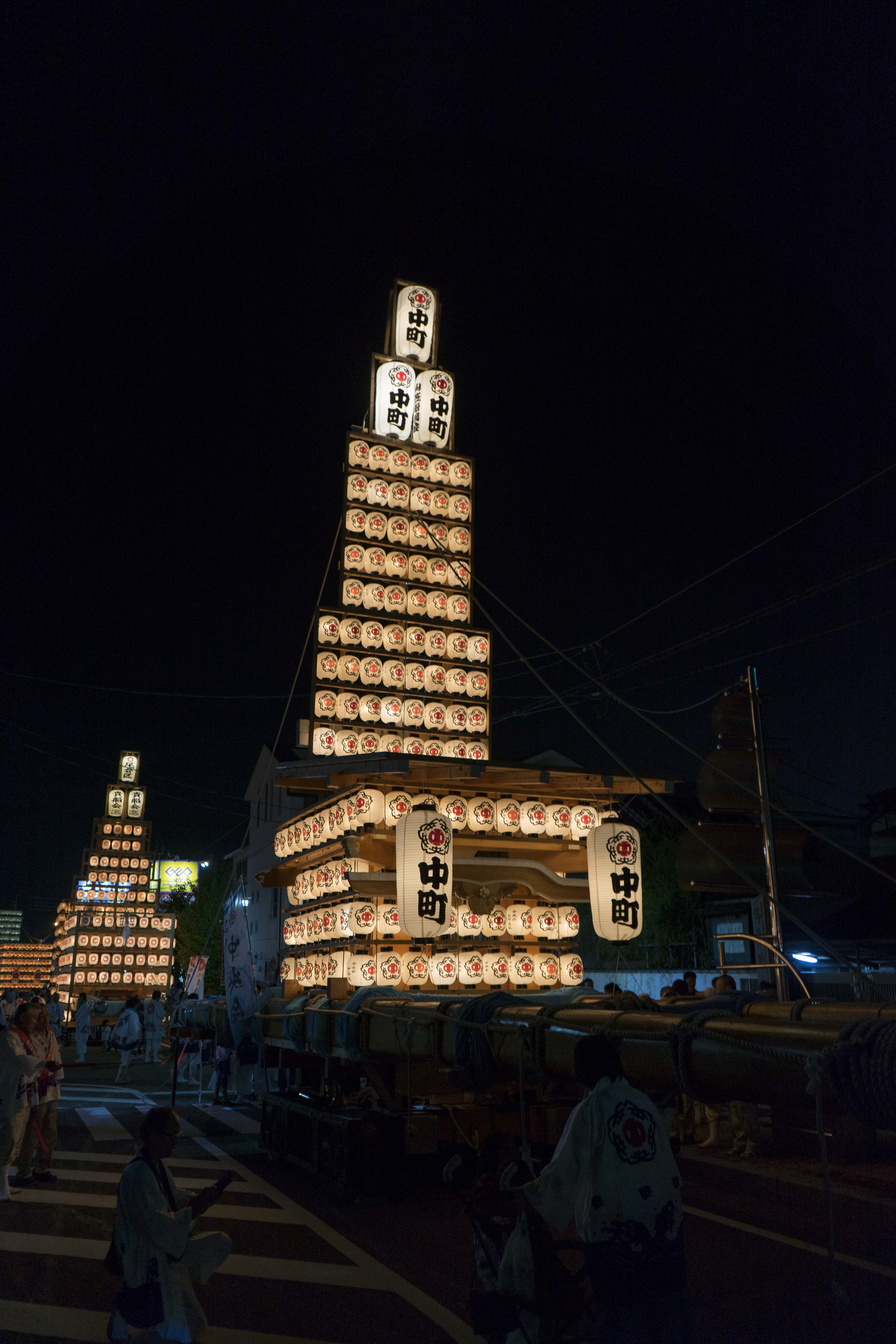
灯山

苅田山笠は三つの顔をもつ。まず、夜の顔。9月27日と29日の夜（現在はその年に協議の上灯山の日程を決める）、山車は約220個のちょうちんに飾られた｢灯山｣として姿を見せる。鉦と太鼓にはやされて、ゆらめく明かりが町をめぐる。代わって10月1日は（現在10月の第1土曜日）は昼間の顔である。

### 幟山（のぼりやま）

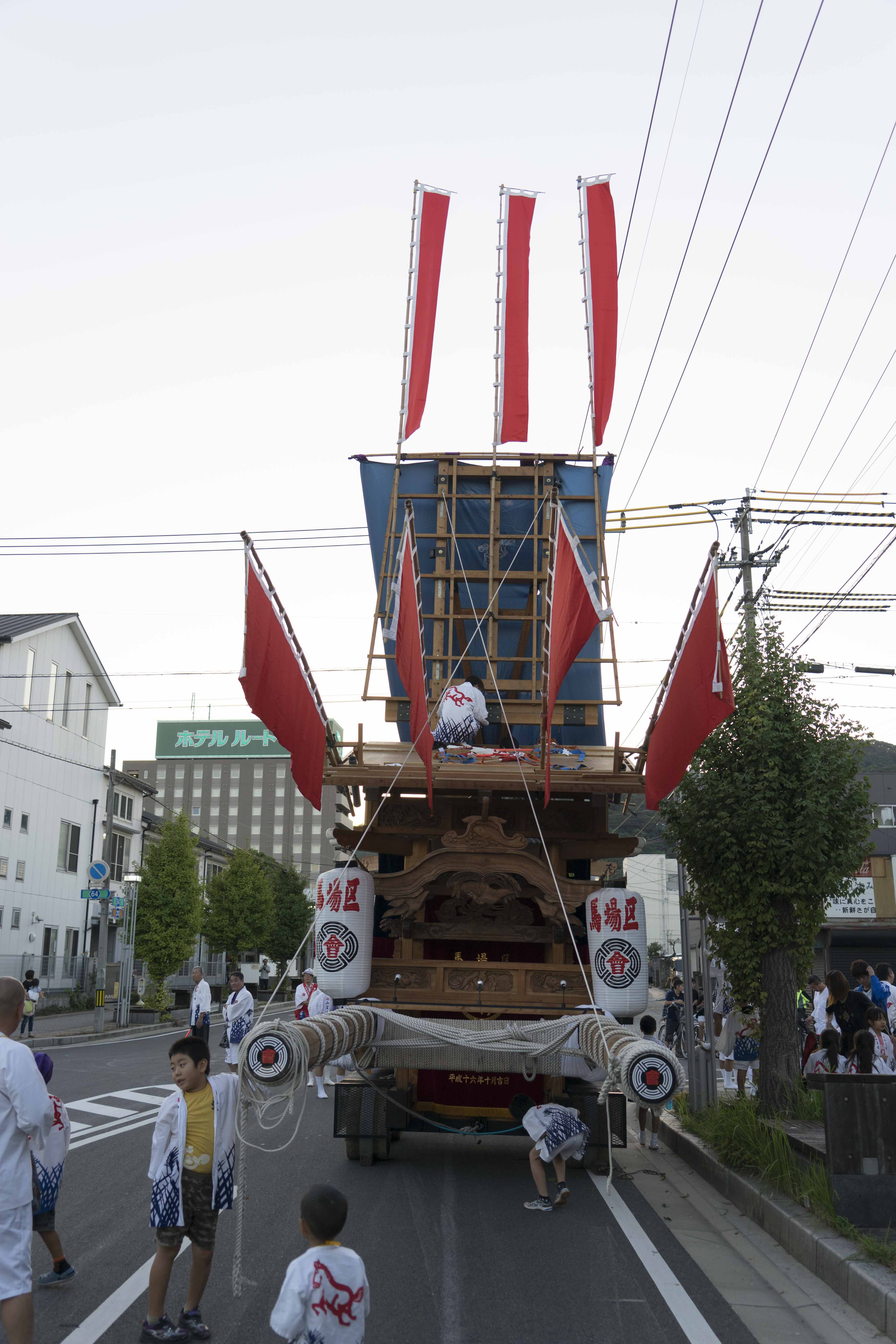
幟山

山車は色とりどりの幟を立てた「のぼり山」に一変する。簡素で、それでいて華やかで、古い時代の祭りをしのばせる。

### 岩山（いわやま）
開けて二日（現在10月第1日曜日）。山車は再び変身する。巨大な岩を背にした人形が、ほて花に包まれて台座に座る。「岩山笠」」と呼ばれる飾り山は、各地に伝わる山笠の原型をとどめた形式とされている。

### 突き当て
昼すぎ、町役場前の広場に十四基が勢ぞろいする。飾り付けの審査（現在は行われてない）とデモンストレーションが進む間に、広場を囲む人垣は二千人、三千人とふくれ上がる。午後三時。鉦、太鼓が鳴り響く広場を、山車が車輪をきしませて走り始める。千人近い男達が入り乱れてかけ回り、ぶつかり合う。海のあれくれの息づかいが、地響きとともに伝わる。
現在は、各区若手の振興会組織が中心となって役場広場で申し合わせにより突き当てをする形式になっている。

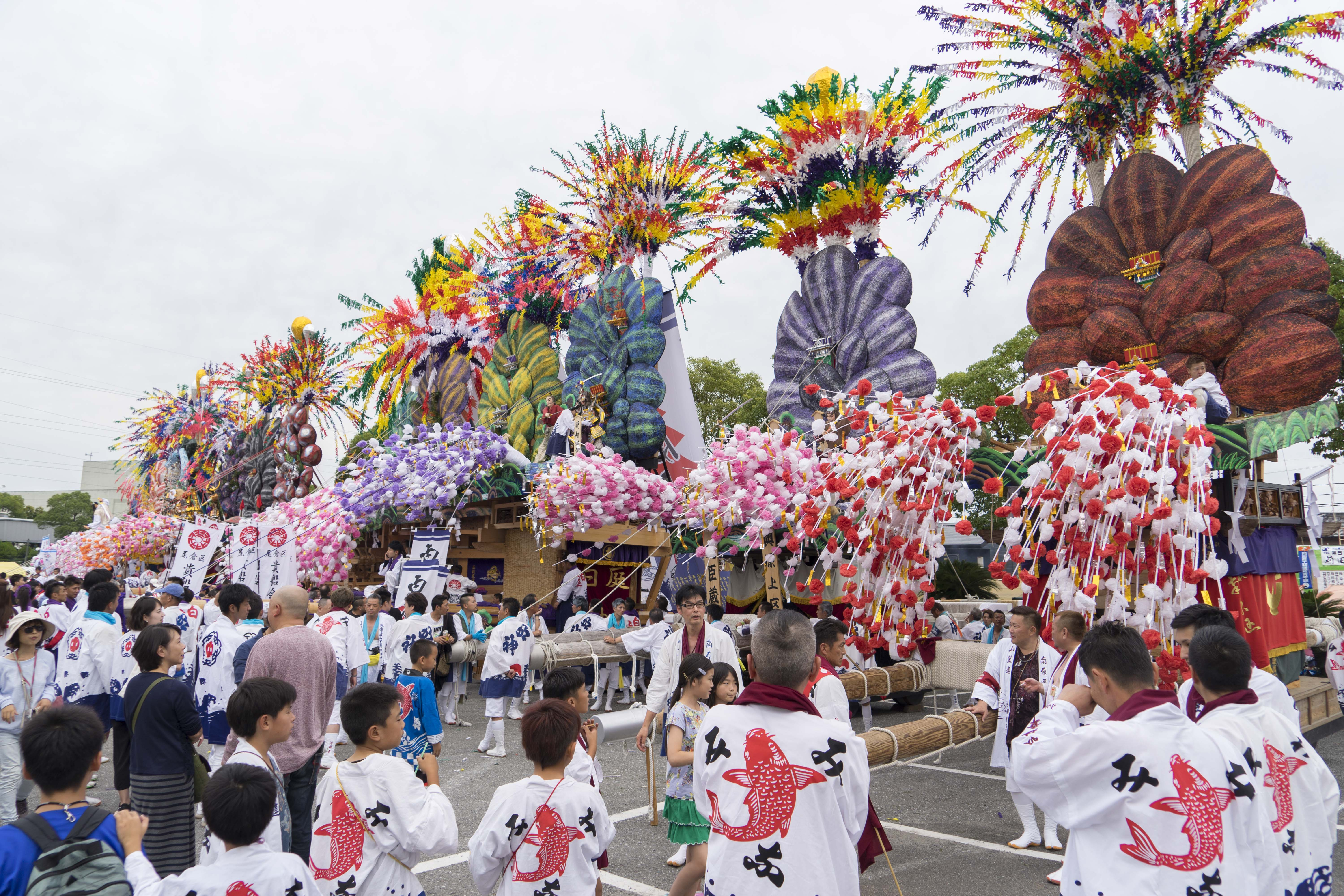
岩山
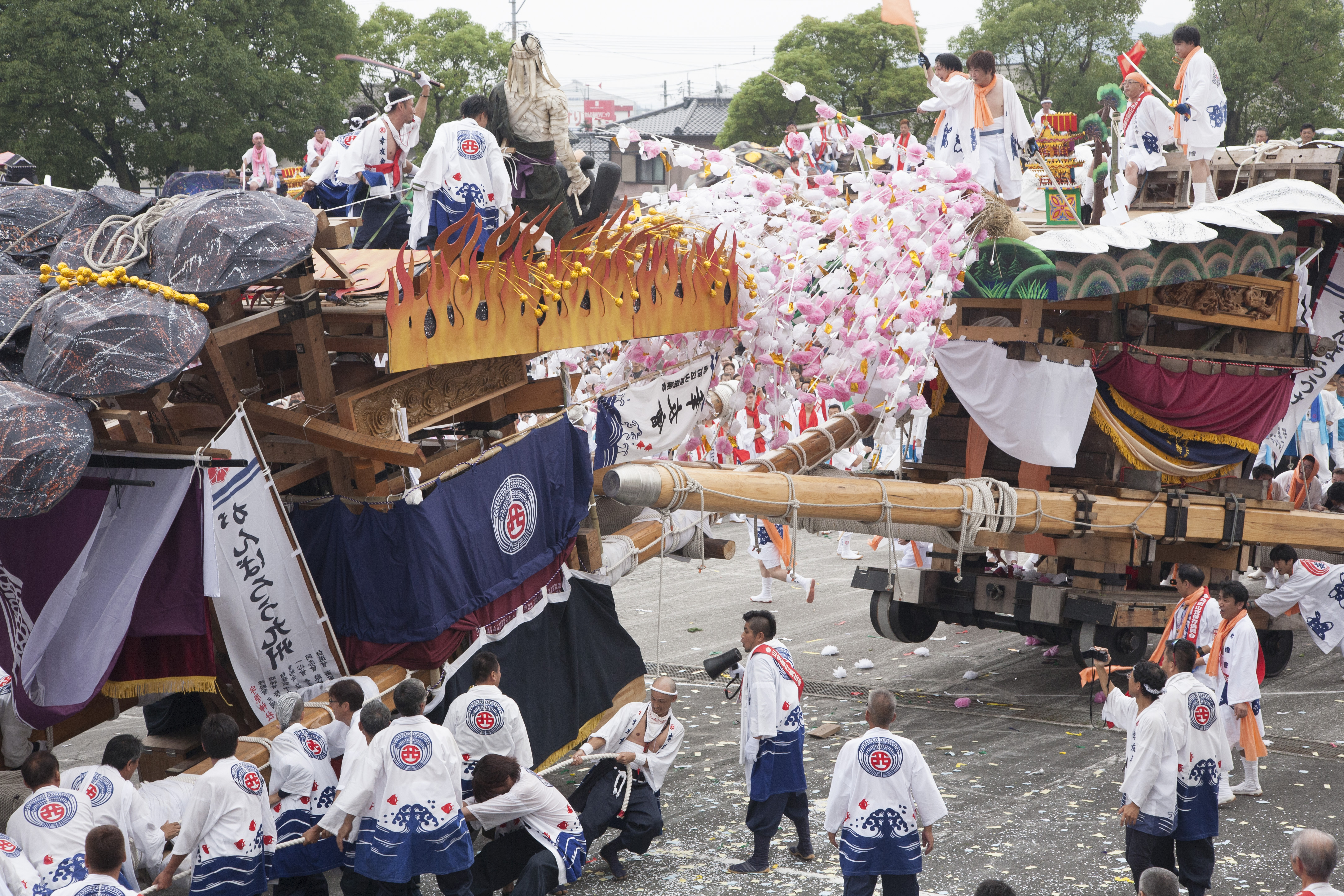
突き当て